# Sarmaşık (film)
Sarmaşık (internationale titel: Ivy) is een Turkse film uit 2015, geschreven en geregisseerd door Tolga Karaçelik. De film ging in première op 26 januari op het Sundance Film Festival in de World Cinema Dramatic Competition.

## Verhaal
Een Turks vrachtschip arriveert in een Egyptische haven waar ze verplicht worden om offshore hun anker te werpen. De paspoorten van de bemanning worden in beslag genomen en ze mogen het schip niet verlaten alvorens de schulden betaald zijn. De ontevreden bemanning heeft al maanden geen loon gekregen en de spanningen laaien snel op tussen de autoritaire Cypriotische kapitein, zijn vrome godsdienstige eerste stuurman, een minzame kok en een trio van nieuwkomers op het schip waaronder een bijna-stomme kolossale Koerd.

## Rolverdeling
| Acteur               | Personage |
| -------------------- | --------- |
| Nadir Saribacak      |           |
| Özgür Emre Yildirim  |           |
| Hakan Karsak         |           |
| Kadir Çermik         |           |
| Osman Alkaş          |           |
| Seyithan Özdemiroğlu |           |